# Margit Graf
Margit Graf (* 20. März 1951 in Mitterberghütten) ist eine ehemalige österreichische Rennrodlerin.
Margit Graf nahm erstmals 1972 in Sapporo an Olympischen Winterspielen teil und belegte den 16. Platz. 1976 in Innsbruck erreichte sie Platz sechs. Ihr international erfolgreichstes Jahr hatte Graf 1977. In Igls gewann sie bei den Rennrodel-Weltmeisterschaften 1977 hinter Margit Schumann und Vera Zozuļa die Bronzemedaille, ebenso hinter Elisabeth Demleitner und Schumann bei den Rennrodel-Europameisterschaften 1977 in Königssee.